# Wolfram(III)-chlorid
Wolfram(III)-chlorid ist eine anorganische chemische Verbindung des Wolframs aus der Gruppe der Chloride.

## Gewinnung und Darstellung
Wolfram(III)-chlorid kann durch Reaktion von Wolfram(II)-chlorid mit Chlor bei 100 °C gewonnen werden.
{\displaystyle \mathrm {[W_{6}Cl_{8}]Cl_{4}+3\ Cl_{2}\longrightarrow [W_{6}Cl_{12}]Cl_{6}} }

## Eigenschaften
Wolfram(III)-chlorid ist ein schwarzer Feststoff, der löslich ist in warmen Dimethylsulfoxid mit tiefbrauner Farbe. Er besitzt eine trigonale Kristallstruktur mit der Raumgruppe R3 (Raumgruppen-Nr. 148), a = 1491 pm, c = 845 pm. Es ist eine hexamere Struktur [W6Cl12]Cl6, wobei der Metallcluster [W6Cl12]6+ isostrukturell mit den gleichartigen Clustern von Niob und Tantal sind.